# Cupa României 1933-1934
La Cupa României 1933-1934 è stata la prima edizione del torneo, disputato tra il 31 marzo e il 30 settembre 1934, ed ha visto vincitore il Ripensia Timișoara, già finalista nel campionato di quella stagione.

## Qualificazioni
Per promuovere la nuova coppa, la Federcalcio non chiese tasse d'iscrizione, raccogliendo così l'adesione di 52 club minori che si affrontarono in due turni di qualificazione per designare le 16 sfidanti delle squadre di Divizia A, esentate d'ufficio da questa fase. Questi match si svolsero nella brutta stagione invernale.

## Sedicesimi di finale
Gli incontri si sono disputati tra il 31 marzo e il 22 aprile 1934. Il sorteggio fu integrale. Il match tra l'UDR Reșița e la Juventus București , giocato il primo aprile e terminato 2-0, è stato ripetuto il 29 aprile a causa di contestazioni.
| Squadra 1                 | Risultato | Squadra 2                   |
| ------------------------- | --------- | --------------------------- |
| Venus București           | 7 - 0     | Mihai Viteazul Alba Iulia   |
| Unirea Tricolor București | 1 - 0     | CAO Oradea                  |
| Transilvania Arad         | 3 - 2     | Olympia București           |
| România Cluj              | 1 - 2     | CFR București               |
| Vulturii Textila Lugoj    | 1 - 2     | AMEF Arad                   |
| Crișana Oradea            | 3 - 0     | Sticla Diciosânmartin       |
| Jiul Petroșani            | 0 - 1     | ACFR Brașov                 |
| Tricolor Ploiești         | 4 - 1     | Electrica Timișoara         |
| Olympia CFR Satu-Mare     | 6 - 1     | Brașovia Brașov             |
| Șoimii Sibiu              | 0 - 7     | Ripensia Timișoara          |
| Mureșul Târgu-Mureș       | 2 - 4     | Phoenix Baia Mare           |
| CA Timișoara              | 9 - 0     | Sportul Studențesc Bucarest |
| Chinezul Timișoara        | 2 - 0     | Avântul Buzău               |
| Franco Româna Brăila      | 1 - 2     | Gloria CFR Arad             |
| Macabi București          | 0 - 4     | Universitatea Cluj          |
| Viitorul Homocea          | 0 - 1     | Politehnica Galați          |
| UDR Reșița                | 5 - 0     | Juventus București          |

## Ottavi di finale
Gli incontri si sono disputati tra il 9 aprile e il 13 maggio 1934.
| Squadra 1             | Risultato | Squadra 2          |
| --------------------- | --------- | ------------------ |
| Unirea Tricolor       | 8 - 3     | Transilvania Arad  |
| Phoenix Baia Mare     | 11 - 0    | Tricolor Ploiești  |
| CA Timișoara          | 2 - 4     | Universitatea Cluj |
| Venus București       | 7 - 5     | Chinezul Timișoara |
| CFR București         | 2 - 4     | AMEF Arad          |
| Olympia CFR Satu-Mare | 3 - 1     | Crișana Oradea     |
| UDR Reșița            | 3 - 0     | ACFR Brașov        |
| Ripensia Timișoara    | 6 - 4     | Gloria CFR Arad    |

## Quarti di finale
Gli incontri si sono disputati il 17 maggio 1934
| Squadra 1                 | Risultato | Squadra 2             |
| ------------------------- | --------- | --------------------- |
| AMEF Arad                 | 1 - 0     | Phoenix Baia Mare     |
| Unirea Tricolor București | 3 - 5 dts | UDR Reșița            |
| Universitatea Cluj        | 6 - 1     | Olympia CFR Satu Mare |
| Ripensia Timișoara        | 6 - 3     | Venus București       |

## Semifinali
Gli incontri si sono disputati il 17 giugno 1934.
| Squadra 1  | Risultato | Squadra 2          |
| ---------- | --------- | ------------------ |
| AMEF Arad  | 1 - 3     | Ripensia Timișoara |
| UDR Reșița | 2 - 3     | Universitatea Cluj |

## Finale
La finale venne disputata l'8 luglio 1934 a Timișoara e si concluse con la vittoria dei padroni di casa per 3-2. L'Universitatea Cluj contestò il fatto che gli avversari avessero giocato in casa e sollecitò la federazione a far ridisputare la partita in campo neutro. Venne deciso di rigiocarla a Bucarest il 30 settembre 1934 e il Ripensia vinse 5-0.
| Arbitro: | Denis Xifando (Bucarest) |

|                                                                   |           |  |
| Ștefan Dobay 18’ 20’ Silviu Bindea 41’ 85’ Alexandru Schwartz 48’ | Marcatori |  |